# Moustapha N'Diaye
Mouhamadou Moustapha N'Diaye (Dakar, 24 agosto 1994) è un calciatore senegalese, attaccante del Diaraf.

## Carriera

### Club

#### Slovan Liberec e Bohemians 1905
Nel 2012, N'Diaye è passato allo Slovan Liberec. Ha esordito nella 1. liga in data 26 agosto 2012, subentrando a Vojtěch Hadaščok nella vittoria per 0-2 sul campo del České Budějovice. A fine stagione, ha totalizzato 8 presenze nella massima divisione locale, non siglando alcuna rete.
Nel 2013, si è trasferito al Bohemians 1905 con la formula del prestito. Ha debuttato il 19 luglio, sostituendo David Bartek nella sconfitta per 5-0 sul campo del Viktoria Plzeň. Rimasto in squadra fino all'inverno 2014, ha totalizzato 12 presenze nella 1. liga, senza mai andare a segno.

#### Il prestito al Bodø/Glimt
Il 31 marzo 2014, N'Diaye è passato ai norvegesi del Bodø/Glimt con la formula del prestito. Ha debuttato nell'Eliteserien in data 6 aprile, sostituendo Abdurahim Laajab nella sconfitta per 3-1 contro il Vålerenga. Ha segnato la prima rete il 13 aprile, nella sconfitta per 4-2 sul campo del Sogndal. A fine stagione ha totalizzato 28 presenze e 8 reti, tra campionato e Norgesmesterskapet.

#### Il ritorno allo Slovan Liberec ed il Fredrikstad
Tornato in Repubblica Ceca, è tornato a calcare i campi della 1. liga il 21 febbraio contro lo Slavia Praga. È rimasto in squadra fino al febbraio 2016.
Il 9 febbraio 2016, dopo aver sostenuto un periodo di prova, ha firmato un contratto con il Fredrikstad, club a cui si è legato con un accordo biennale. Ha esordito con questa maglia il 3 aprile, schierato titolare nella sconfitta interna per 2-3 contro il Levanger. Il 10 luglio ha segnato la prima rete, nella sconfitta per 2-1 sul campo del Raufoss. Ha chiuso la stagione a quota 32 presenze e 2 reti tra campionato e coppa, con il Fredrikstad che si è classificato all'11º posto finale.

#### Elverum
Il 15 luglio 2017, l'Elverum ha reso noto d'aver ingaggiato N'Diaye, che si è legato al nuovo club con un contratto fino al 31 dicembre successivo: il trasferimento sarebbe stato ratificato a partire dal 20 luglio, data di riapertura del calciomercato locale. Ha esordito in squadra il 23 luglio, subentrando a Sabri Khattab nella sconfitta per 2-0 subita sul campo dell'Ullensaker/Kisa. Il 30 luglio ha segnato le prime reti, siglando una doppietta nella partita persa per 3-4 contro il Florø. Ha chiuso questa porzione di stagione in squadra con 13 presenze e 4 reti, tra campionato e coppa. A causa del 15º posto finale, l'Elverum è retrocesso in 2. divisjon.

#### Dunav Ruse
Libero da vincoli contrattuali dopo l'esperienza all'Elverum, è passato ai bulgari del Dunav Ruse. Ha esordito in Prima Lega in data 18 febbraio 2018, subentrando a Vasil Shopov nella vittoria per 1-2 arrivata sul campo del Vitosha Bistritsa.

## Statistiche

### Presenze e reti nei club
Statistiche aggiornate al 19 febbraio 2018.
| Stagione              | Club                  | Campionato            | Campionato | Campionato | Coppe nazionali | Coppe nazionali | Coppe nazionali | Coppe continentali | Coppe continentali | Coppe continentali | Supercoppe | Supercoppe | Supercoppe | Totale | Totale |
| Stagione              | Club                  | Comp                  | Pres       | Reti       | Comp            | Pres            | Reti            | Comp               | Pres               | Reti               | Comp       | Pres       | Reti       | Pres   | Reti   |
| --------------------- | --------------------- | --------------------- | ---------- | ---------- | --------------- | --------------- | --------------- | ------------------ | ------------------ | ------------------ | ---------- | ---------- | ---------- | ------ | ------ |
| 2012-2013             | Slovan Liberec        | 1L                    | 8          | 0          | CRC             | ?               | ?               | -                  | -                  | -                  | -          | -          | -          | 8+     | 0+     |
| 2013-mar. 2014        | Bohemians 1905        | 1L                    | 12         | 0          | CRC             | ?               | ?               | -                  | -                  | -                  | -          | -          | -          | 12+    | 0+     |
| 2014                  | Bodø/Glimt            | ES                    | 27         | 4          | CN              | 4               | 4               | -                  | -                  | -                  | -          | -          | -          | 31     | 8      |
| gen.-giu. 2015        | Slovan Liberec        | 1L                    | 4          | 0          | CRC             | 2               | 0               | -                  | -                  | -                  | -          | -          | -          | 6      | 0      |
| 2015-feb. 2016        | Slovan Liberec        | 1L                    | 0          | 0          | CRC             | 0               | 0               | -                  | -                  | -                  | -          | -          | -          | 0      | 0      |
| Totale Slovan Liberec | Totale Slovan Liberec | Totale Slovan Liberec | 12         | 0          |                 | 2+              | 0+              |                    | -                  | -                  |            | -          | -          | 14+    | 0+     |
| 2016                  | Fredrikstad           | 1D                    | 29         | 2          | CN              | 3               | 0               | -                  | -                  | -                  | -          | -          | -          | 32     | 2      |
| gen.-lug. 2017        | Fredrikstad           | 1D                    | 15         | 1          | CN              | 1               | 0               | -                  | -                  | -                  | -          | -          | -          | 16     | 1      |
| Totale Fredrikstad    | Totale Fredrikstad    | Totale Fredrikstad    | 44         | 3          |                 | 4               | 0               |                    | -                  | -                  |            | -          | -          | 48     | 3      |
| lug.-dic. 2017        | Elverum               | 1D                    | 12         | 4          | CN              | 1               | 0               | -                  | -                  | -                  | -          | -          | -          | 13     | 4      |
| feb.-giu. 2018        | Dunav Ruse            | PL                    | 1          | 0          | CB              | -               | -               | UEL                | -                  | -                  | -          | -          | -          | 1      | 0      |
| Totale                | Totale                | Totale                | 108        | 11         |                 | 11+             | 4+              |                    | -                  | -                  |            | -          | -          | 119+   | 15+    |

## Palmarès

### Club

#### Competizioni nazionali
- Coupe du Sénégal: 1

Diaraf: 2023